# Javier María Donézar
Javier María Donézar Díez de Ulzurrun (Pamplona, Navarra, 14 de noviembre de 1943-Toledo, 30 de abril de 2016) fue historiador español. Catedrático de Historia Contemporánea de la Universidad Autónoma de Madrid.

## Biografía
Javier María Donézar estudió en el Colegio de San Ignacio, de los Jesuitas, en Pamplona. Cuando acabó el bachillerato entró como novicio de la Compañía de Jesús siendo destinado a varias provincias de la compañía, entre ellas, Salamanca, donde se licenció en 1968 en Filosofía y Letras (Filosofía Pura) en la Universidad Pontificia. Tras ello dejó la Compañía de Jesús.
Se licenció en Geografía e Historia por la Universidad Complutense de Madrid (1970). Doctor en Historia por la misma universidad con la tesis La Desamortización de Mendizábal en Navarra (1836-1851), merecedora del Premio Antonio de Nebrija otorgado por el Consejo Superior de Investigaciones Científicas (CSIC) de 1973.
Comenzó su trayectoria docente en 1969, en la Universidad Complutense, donde permaneció hasta 1975 en que se incorporó en la incipiente Universidad Autónoma de Madrid donde permanecería vinculado durante varias décadas. Profesor adjunto en 1975, entre 1987-1989 fue catedrático de la Universidad de Castilla-La Mancha, profesor en el Centro Universitario de Toledo y en el Centro de Estudios Internacionales de la Fundación Ortega y Gasset. En 1989 obtuvo la cátedra de Historia Contemporánea de la Faculta de Filosofía y Letras en la Universidad Autónoma.
Casado con la historiadora Laura Santolaya Heredero, profesora de la UNED.

## Trayectoria
En estrecha colaboración con la UNED, preparó varias unidades didácticas para la asignatura de Historia Moderna y Contemporánea entre 1973-1974.
Junto con Carmen García-Nieto y Luis López Puerta, elaboraron la colección de «Bases documentales de la España Contemporánea» publicadas entre 1971-1975 en la editorial Guadiana.
Experto en la crisis del Antiguo Régimen, publicó varios trabajos sobre la provincia de Toledo, como Riqueza y propiedad en la Castilla del Antiguo Régimen (La provincia de Toledo del siglo XVIII), publicado en 1984 y reeditado en 1997; y el libro Toledo, 1751, historia de la ciudad a partir del Catastro de Ensenada.

## Reconocimientos
Fue miembro correspondiente de la Real Academia de Bellas Artes y Ciencias Históricas de Toledo y de la Real Academia de la Historia. También fue finalista del Premio Nacional de Historia del Ministerio de Cultura en 1984.
En 2014 se editó un volumen homenaje a su obraː El Poder de la Historia. Huella y legado de Javier Donézar Díez de Ulzurrum.

## Obras
- Prim, un destino manifiesto. Madrid : Sílex, imp. 2016. ISBN 978-84-7737-641-5.
- Historia de España Contemporánea. Siglo XIX y XX. Javier Donézar, Pedro A. Martínez Lillo, José Luis Neila Hernández, Pablo Martín de Santa Olalla Saludes, Álvaro Soto Carmona. Madrid: Sílex, 2008. ISBN 978-84-7737-178-6.
- Riqueza y propiedad en la Castilla del antiguo régimen: la provincia de Toledo del siglo XVIII. Madrid : Ministerio de Agricultura, Pesca y Alimentación, Centro de Publicaciones, 1996. ISBN 84-491-0268-5.
- Hidráulica Santillana cien años de historia. Gregoria Villanueva Larraya (aut.), Javier Donézar (col.), Guillermo Blázquez. ISBN 8485944623.
- La lucha por el Catastro en España, 1808-1925. Juan Pro, Javier Donézar. Universidad Autónoma de Madrid, 1992. ISBN 84-7477-360-1.
- Las revoluciones liberales Francia y España. Madrid : Eudema. ISBN 8477541132.
- Navarra y la desamortización de Mendizábal: (1836-1851). Gobierno de Navarra, 1991. ISBN 84-235-1053-0.
- Toledo, 1751: según las respuestas generales del Catastro de la Ensenada. Madrid: Centro de Gestión Catastral y Cooperación Tributaria : Tabapress , D.L. 1990. ISBN 84-86938-63-5.
- La Constitución de 1869 y la revolución burguesa. Madrid: Fundación Santa María, [1985]. ISBN 84-348-1528-1.
- Riqueza y propiedad en la Castilla del Antiguo Régimen. Madrid: Instituto de Estudios Agrarios, Pesqueros y Alimentarios, 1984. ISBN 84-7479-298-3.
- Guerra de España, 1936-1939. María Carmen García-Nieto, Javier Donézar. Madrid : Guadiana. ISBN 84-25101719.
- Historia de España Moderna y Contemporánea. Vicente Ángel Álvarez Palenzuela, Luis Suárez Fernández, Julián Donado Vara, Gregoria Villanueva Larraya, Javier Donézar. Madrid: UNED, 1974. ISBN 84-362-0098-5.
- La Segunda República, 1931-1936. 1, Economía y aparato del estado. María Carmen García-Nieto, Javier Donézar. Madrid : Guadiana de Publicaciones. ISBN 8425101255.
- La desamortización de Mendizábal en Navarra, 1836-1851. Consejo Superior de Investigaciones Científicas, Instituto Jerónimo Zurita, 1975. ISBN 84-400-6288-5[10]